# Røggaseksplosion
En røggaseksplosion er en eksplosion, der kan opstå i forbindelse med en brand, typisk i et tilstødende rum til branden. Grundet overtryk i brandrummet vil brændbar røggas søge ud af rummet, typisk gennem ventilation eller utætheder. Når en tændkilde finder vej ind til rummet med den uforbrændte røggas, vil den samlede mængde gas antændes og skabe en eksplosion.

## Eksternt link
- Film med røggaseksplosion (backdraft)